# Alida Airaghi
Alida Airaghi (Verona, 1953) è una poetessa italiana.
Si è laureata all'Università Statale di Milano in Lettere Classiche e ha insegnato a Zurigo per il Ministero Affari Esteri dal 1978 al 1992. Dal marito Siro Angeli ha avuto le figlie Daria e Silvia. Risiede a Garda dal 1993. Collabora a diverse riviste e blog italiani e svizzeri.

## Opere
- L'appartamento, in Nuovi Poeti Italiani n. 3, Einaudi 1984
- Rosa rosse rosa, Bertani 1986
- Appuntamento con una mosca, Stamperia dell'arancio 1991
- Le seguenti plaquette presso le edizioni Lietocolle: Il lago, 1996; Sul pontile, nell'acqua, 1997; Litania periferica, 1998; Le mura di Verona, 1998
- Il peso del giorno, La Luna, Grafiche Fioroni 2000
- Litania periferica, Manni Editori 2000
- Un diverso lontano, Manni Editori 2003
- Frontiere del tempo, Manni Editori 2006
- Fine dicembre, Le Onde 2010
- Il silenzio e le voci, Nomos 2011
- Versi editi e inediti, in Nuovi Poeti Italiani n. 6, Einaudi 2012
- Elegie del risveglio, Sigismundus 2016, Nulla Die 2022
- Omaggi, Einaudi 2017
- Qualcosa del genere, Italic Pequod 2018
- L'attesa, Marco Saya Edizioni 2018
- In cornice, Ensemble 2019
- Rime e varianti per i miei musicanti, Marco Saya 2020
- Se domani ti arrivano dei fiori, Giovane Holden 2021
- Consacrazione dell'istante, AnimaMundi 2022
- Il velo, Tau 2022
- Sotto assedio, Gattomerlino 2023
- Quanto di storia, Marco Saya 2023
- Gente normale, Eretica 2024
- Tre libri, Il Convivio 2025

## Critiche
- Alfonso Berardinelli:  "... Un caso di poeta realmente esistente ma quasi introvabile, perché editorialmente in esilio, è quello di Alida Airaghi... La Airaghi per dare corpo ai fantasmi con cui lotta, per dare senso al dolore, contamina mito e cronaca, diario e preghiera, trasfigura storie locali in una metafisica della solitudine"[1].
- Filippo La Porta: "appartata, antimondana, inclassificabile... una delle voci poetiche più rilevanti dell'attuale panorama italiano"[2].
- Antonella Anedda: "La poesia di Alida Airaghi riesce a dare suono al senso di ciò che dice, trova la musica di un'etica vissuta profondamente, quieta, ma non placata, necessaria come un elemento naturale... L'abbandono è nella poesia di Alida Airaghi  anche resistenza, fermezza che sarebbe stoica se non rivendicasse giustamente un'umanità più ampia, una pietas appunto  nei confronti del mondo, delle sue creature, dei suoi oggetti"[3].
- Edoardo Esposito: “mantiene il suo dettato in linee di classica semplicità, e attinge addirittura al mito per dare espressione al sentimento”[4]... “cercando nel silenzio le parole e le ragioni che la fanno uguale a tutti e diversa... attraverso l'unitarietà di un'ispirazione capace di misurarsi, al di là degli equilibrismi cui oggi troppa scrittura si affida, con le questioni eterne e segrete dell'esistenza”[5].
- Alessandro Fo: “Grande è la raffinatezza con cui, nel suo sottovoce, Alida Airaghi conduce il racconto. Morbida, piana, la sua prosa riserba ogni tanto minimi scarti, come della superficie di un lago che s'increspi alla brezza....Così l'accento e il passo di queste pagine sono di contemplante e rassegnata malinconia, che, per l'immensa disperazione che assedia, cerca uno spazio di assorbimento, di accettazione, verbalizzando in poesia le incrinature, una volta di più, per disinnescarle; e registrando i valori dello spettacolo, ma anche (forse con preminenza tonale) lo sfondo di vanificazioni su cui si proietta”[6].
- Roberto Galaverni: “…La visione, ma diciamo pure l’ideologia a cui questi versi fanno capo, contrappone in modo molto netto, quasi dualistico, la forza, la positività, la qualità anche critica della nuda vita, cioè della vita elementare, basica, nascosta, della vita che semplicemente e irresistibilmente accade, alla inutile, triste edificazione delle impalcature esistenziali, alla contraffazione dei gesti e dei sentimenti, allo sviamento del rapporto con se stessi e con gli altri, al sormontare della prudenza, del calcolo, dell’ostilità, della paura. Detto altrimenti: alla vittoria di tutto ciò che risulta estrinseco e inessenziale rispetto alla parte migliore dell’uomo”[7].
- Jean-Jacques Marchand: “Nella sua storia poetica, Alida Airaghi può vantare una lunga fratellanza con i poeti del Novecento, ma anche una certa presa di distanza da essi per affermare la sua autonomia nei loro confronti”[8].
- Ranieri Polese: "...sono frammenti – parole, la parte di un verso – quelli intorno a cui Alida Airaghi compone i suoi Omaggi (Einaudi, 2017), brevi poesie in ciascuna delle quali c'è un prelievo da tredici autori del Novecento italiano, da Gozzano a Pasolini, da Saba a Pagliarani, da Montale a Penna e Caproni. Ora, però, lasciati da parte i poeti laureati, lavora sui testi di canzoni. La nuova raccolta si intitola Rime e varianti per i miei musicanti, dove l'accento cade sull'aggettivo «miei», che dichiara un legame affettivo con una musica e un periodo carichi di ricordi ed emozioni. Certo, il gesto di Alida Airaghi costituisce un'eccezione nel nostro panorama letterario dove vige ostinata la sottovalutazione delle canzoni (le «canzonette»), i cui echi, se anche fortemente presenti nel vissuto di ciascuno di noi, solo rarissimamente ispirano i poeti"[9].
- Dino Villatico: "Sogno di un’ombra chiama gli uomini Pindaro… Alida Airaghi sembra attaccarsi proprio a quel filo d’inesistente suggerito dal Dhvanyaloka, al sogno di Pindaro, a quel “più nulla” pascoliano, che si mostra a noi – per un attimo, solo per un attimo – come appariscente, luminoso, trasvolante nel cielo come una nuvola, o leggero come un fiocco di neve, in una parola, quell’apparizione che si fa vedere per quello che è: un effimero esistente, creatura d’un giorno... 'Noi che eravamo presenti / – ad occhi spalancati, a mani tese. / In un istante, assenti'. Percezione del transire, noi transeunti. Si colga la lucidità disarmata, negativa, della rima presenti/assenti. E questa presenza che scompare la si può sentire, Kierkegaard direbbe con timore e tremore, sia se si è credenti sia se non si abbia una fede religiosa. Perché, non sembra, non ce ne accorgiamo, ma la realtà non è qualcosa che permane, la realtà è captata di volta in volta solo nell’istante che accade e subito sparisce: 'L'istante, il vero'". [10]
- Carlo Rovelli: "Li ho letti d'un fiato, con il cuore alla gola, ripercorrendo decenni in un rapidissimo volo, guardati da lontano e insieme da vicinissimo, con uno sguardo che continuamente svela e parla all’anima. Lo sguardo che vede l’intensità umana fra le righe della Storia, come sapeva fare forse solo Elsa Morante. ‘Il personale è politico’ si diceva nella mia generazione. Ma ancora di più è la Storia ad essere personale. Con brevi pennellate così semplici, con parole così semplici, e Alida ci racconta tutto. Ci sembra stia dicendo tutto quanto c’è da dire. Abbracciando in poche pagine semplicissime una vita, una generazione, un mondo tormentato. Non è questa, forse, poesia vera?" [11]